# Crystallaria asprella
Espèce
Statut de conservation UICN

 VU A2c : Vulnérable
Crystallaria asprella est un poisson du genre Crystallaria appartenant à la famille des Percidae.

## Description
Crystallaria asprella est un petit poisson (16 cm) de forme allongée et dont le corps présente des barres verticales sombres sur un fond variant du gris au vert olive.

## Habitat, répartition
Ce poisson se rencontre dans les petites et moyennes rivières des bassins du Mississippi et de l'Ohio. Toutefois son aire de répartition tend à se réduire.
Il se tient habituellement posé sur les fonds sableux.

## Écologie
L'UICN a classé cette espèce dans sa liste rouge compte tenu du déclin de sa répartition et de son extrême rareté.